# Willow Lake (Dakota Południowa)
Willow Lake – miasto w Stanach Zjednoczonych, w stanie Dakota Południowa, w hrabstwie Clark.